# リトミック
リトミック（フランス語: rythmique、英語: eurhythmics、ユーリズミックス、ユーリトミクス）は、19世紀末から20世紀初頭にかけて、新教育運動の絶頂期に、スイスの音楽教育家で作曲家でもあったエミール・ジャック・ダルクローズが開発した音楽教育の手法。開発者の名から、「ダルクローズ音楽教育法」ともいう。

## 概要
20世紀初頭、ハンブルクなどを中心に、国語や美術、体育、音楽の教育を、訓練・調教ではなく、子ども本人が自ら進んで学び、その感覚を体感的に身に着けていくための情操教育、芸術教育が叫ばれ、ダルクローズは、そのために楽器の演奏訓練を早期から闇雲にやらせるのではなく、音を聞き、それを感じ、理解し、その上で楽器に触ってみる、音を組み合わせて音楽を作ることの楽しさを身体全体で味わわせ、その喜びの中で、音を出し、奏で、そこから旋律を作っていくことへの興味と音感を育んでいこうとした。生理学的・心理学的・芸術的などの様々な視点からの学際的な基盤に基づき、その内容は、
1. ソルフェージュ（声と動きの音感教育）
2. リズミックムーブメント（身体運動を伴うリズム・表現教育）
3. インプロヴィゼイション（即興演奏・即興表現による表現教育）

の三本柱と、身体の動きと即時反応が共通の方法になっている。この方法により、心身の諸感覚機能および芸術的想像力や創造力を高め、精神と身体の調和を目指し、人間形成に資することを狙いとした心身二元論に根ざした音楽教育法である。

## 応用・影響
日本へは大正時代に導入され、小林宗作と天野蝶が先駆者である。山田耕筰も、ダルクローズを訪ね、影響を受けたという。第二次世界大戦後、アメリカで学んできた板野平もその普及発展に尽力した。音楽教育だけでなく、演劇、モダンダンス、舞踊、体操の基礎教育、音楽療法、障がい児教育にも及んでいる。英才教育としての効果を説く幼児教室や教育産業もあるが、リトミックの本来の趣旨にはないものである。